# Медаль «За развитие Сибири и Дальнего Востока»
Меда́ль «За развитие Сибири и Дальнего Востока» — государственная награда Российской Федерации. Медалью награждаются граждане Российской Федерации за заслуги в развитии Сибири и Дальнего Востока, в том числе в сфере государственного строительства, экономики, промышленного производства, транспортной, энергетической и информационно-телекоммуникационной инфраструктуры, сельского хозяйства, науки, культуры, искусства, образования, здравоохранения, охраны окружающей среды и иных сферах деятельности.

## История награды
Медаль «За развитие Сибири и Дальнего Востока» учреждена Указом Президента Российской Федерации от 29 августа 2022 года № 587. Тем же указом утверждены Положение о медали и её описание.

## Положение о медали
- Медалью «За развитие Сибири и Дальнего Востока» могут быть награждены иностранные граждане за особые заслуги в развитии Сибири и Дальнего Востока.
- Медаль «За развитие Сибири и Дальнего Востока» носится на левой стороне груди и при наличии других медалей Российской Федерации располагается после медали «За заслуги в освоении космоса».
- Для особых случаев и возможного повседневного ношения предусматривается ношение миниатюрной копии медали «За развитие Сибири и Дальнего Востока», которая располагается после миниатюрной копии медали «За заслуги в освоении космоса»,
- При ношении на форменной одежде ленты медали «За развитие Сибири и Дальнего Востока» на планке она располагается после ленты медали «За заслуги в освоении космоса».

## Описание медали
Медаль «За развитие Сибири и Дальнего Востока» из серебра. Она имеет форму круга диаметром 32 мм с выпуклым бортиком с обеих сторон. На лицевой стороне медали изображение композиции, символизирующей развитие Сибири и Дальнего Востока. На заднем плане в верхней части медали изображена сопка, на фоне которой расположена плотина Саяно-Шушенской ГЭС. В левой части медали размещены промышленные объекты – нефтяная вышка и нефтяной насос. На переднем плане медали изображена железная дорога, уходящая в центр стилизованного изображения тайги. В нижней части медали по окружности - рельефная надпись: «ЗА РАЗВИТИЕ СИБИРИ И ДАЛЬНЕГО ВОСТОКА».
На оборотной стороне медали на фоне рельефного изображения земного шара – контурное изображение Сибири и Дальнего Востока, а также номер медали.
Медаль при помощи ушка и кольца соединяется с пятиугольной колодкой, обтянутой шёлковой муаровой лентой светло-зеленого цвета с полосками белого цвета по краям и одной продольной полоской желтого цвета посередине ленты.
Ширина ленты – 24 мм, ширина белых и желтой полосок – 2 мм.
При ношении на форменной одежде ленты медали «За развитие Сибири и Дальнего Востока» используется планка высотой 8 мм, ширина ленты – 24 мм.
Миниатюрная копия медали «За развитие Сибири и Дальнего Востока» носится на колодке, Диаметр миниатюрной копии медали – 16 мм.

## Изображение

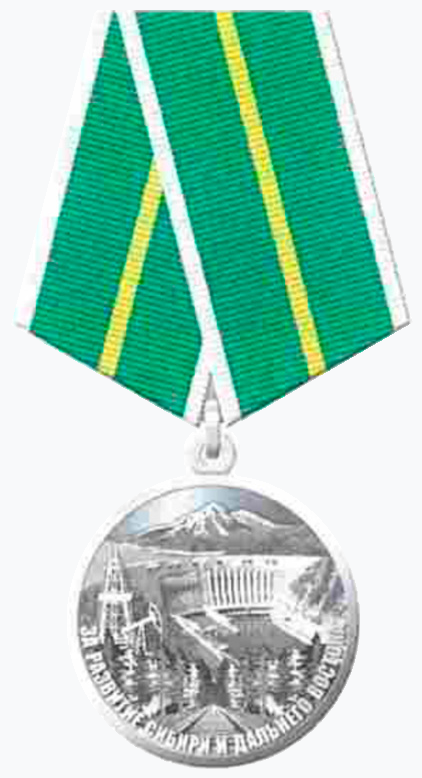
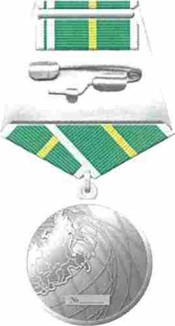

## Список награждённых
- Барков Анатолий Александрович
- Галушка Александр Сергеевич
- Косоуров Виктор Семёнович
- Разумовский Кирилл Андреевич
- Сухоребрик Константин Петрович